# Ocenění Podnikový právník
Ocenění Podnikový právník uděluje od roku 2012 Unie podnikových právníků ČR (UPP ČR). Cílem je prezentovat práci podnikových právníků odborné i laické veřejnosti a vyzdvihnout mimořádné počiny vybraných firemních právníků. Ocenění je udělováno v souladu s rozhodnutím odborné poroty na základě nominací obdržených od členů UPP ČR, zaměstnavatelů a odborné veřejnosti.
Podle statutu ocenění může být kandidátem kterýkoliv podnikový právník, individuální či kolektivní člen UPP ČR nebo osoba vykonávající jakékoliv právnické povolání, jehož výkon se dotýká podnikové právní praxe, tzn. i vědečtí a vědecko-pedagogičtí pracovníci. UPP ČR vyhlašuje ocenění jak v tradičních oborech a odvětvích práva, tak v oborech nově vznikajících (např. právo IT a komunikací). Vyhlašuje také speciální kategorie, jako je kategorie Perspektiva.
Laureáti získávají dekret a grafický list od výtvarníka Jiřího Slívy.

## Podnikový právník 2023
- Podniková právní kancelář – T-Mobile Czech Republic a innogy
- Občanské právo – Monika Potěšilová
- Compliance – Vladan Rámiš
- Perspektiva – Kristýna Tranová
- Technologické právo – Simeon Popov

## Podnikový právník 2022
- Občanské právo – Šárka Klementová
- Hospodářská soutěž – Jitka Frischholzová
- Compliance – Vladimír Valenta
- Technologické právo – Ondřej Kramoliš
- Perspektiva – Vladimír Krasula
- Podniková právní kancelář – NAKIT – Národní agentura pro komunikační a informační technologie, s. p.

## Podnikový právník 2021
- Podniková právní kancelář – právní tým Coca-Cola HBC Česko Slovensko[2]
- Občanské právo – Jiří Hrádek (Zeppelin CZ s.r.o.)
- Pracovní právo – Margerita Vysokajová (Právnická fakulta Univerzity Karlovy)
- Veřejné zakázky a hospodářská soutěž – Kamil Vařeka (Český statistický úřad)
- Inovativní právní řešení – Lukáš Krejčí (ŠKODA AUTO, a. s.)
- Perspektiva 2021 – Karolina Helebrantová (T-Mobile Czech Republic a.s. a Slovak Telekom)[3]
- Perspektiva 2021 – Suzana Hakobjan (Ezpada AG)[4]

## Podnikový právník 2020
- Podniková právní kancelář – právní tým ČEPS, a.s.[5]
- Samostatný podnikový právník – Radim Ranič (Robert Bosch odbytová s.r.o.)
- Občanské právo – Radek Doležal (Kooperativa pojišťovna, a.s., Vienna Insurance Group)
- Právní podpora projektu – Hana Vedralová (Vodafone Czech Republic a.s.)
- Inovativní právník – Petr Zátopek (ŠKODA AUTO DigiLab s.r.o.)
- Podnikový právník, který se zasloužil o UPP ČR – Dominika Kozáková (Odborová zdravotní pojišťovna zaměstnanců bank, pojišťoven a stavebnictví)
- Perspektiva 2020 – Petra Nádr (Plzeňský Prazdroj, a.s.)

## Podnikový právník 2019
- Podniková právní kancelář – právní tým Československé obchodní banky, a.s.
- Samostatný podnikový právník – Michal Oborný (GE Aviation Czech s.r.o.)
- Občanské a obchodní právo – Ivana Fára (Tesco Stores ČR a.s.)
- Procesní právo – Jiří Hes (ČEZ, a.s.)
- Compliance – Jitka Pišl Drábková (Česká pošta, s.p.)
- Perspektiva 2019 – Andrej Lobotka (UPC Česká republika s.r.o.)

## Podnikový právník 2018
- Podniková právní kancelář – právní tým UPC Česká republika, s.r.o.[6]
- Samostatný podnikový právník – Jitka Piňosová (LEGO)
- Občanské a obchodní právo – Petr Liška (Česká spořitelna, a.s.)
- Procesní právo – Miroslav Mrázek (České radiokomunikace a.s.)
- Správní právo – Vlastimil Diviš (ČEPS, a.s.)
- Compliance – Drahomíra Brejchová (L'Oréal), Vanda Kellerová (T-Mobile), Klára Novotná (Novartis), Miroslava Rybová (AGROFERT, a.s.)
- Perspektiva 2018 – Martin Kotva (Siemens, s.r.o.)

## Podnikový právník 2017
- Podniková právní kancelář – útvar Právní služby ČEZ, a.s.[7]
- Samostatný podnikový právník – Eva Havlová (ZZN Pelhřimov)
- Občanské právo – Petra Misterková (AB Facility, a. s.)
- Právo v bankovnictví a pojišťovnictví – Martin Laur (Česká asociace pojišťoven)
- Technologické a energetické právo – Jana Osadská (Pražská plynárenská distribuce, a.s.)
- Perspektiva 2017 – Lukáš Buzek (Česká pošta, s.p.)

## Podnikový právník 2016
- Podniková právní kancelář – právní tým ArcelorMittal Ostrava a.s.
- Samostatný podnikový právník – Milada Kusáková (Podzimek&Synové, s.r.o.)
- Obchodní a občanské právo – Alice Selby (T-Mobile Czech Republic a.s.)
- Pracovní právo – Alexandra Balogová (Siemens, s.r.o.)
- Právo technologické, IT a komunikací – Jan Hrabák (Veolia Česká republika, a.s.)
- Podnikový právník, který se zasloužil o UPP ČR – Petr Hajn
- Perspektiva 2016 – Miroslav Černý (Škoda Auto, a.s.)

## Podnikový právník 2015
- Podniková právní kancelář – právní tým společnosti Siemens, s.r.o.
- Samostatný podnikový právník – Petra Gříbková (Atlas Consulting a Atlas Software)[8]
- Obchodní (závazkové) právo – Jaroslava Lopourová (VÍTKOVICE, a.s.)
- Právo technologické, IT a komunikací – Denisa Bellinger (Hewlett Packard)
- Správní právo – Jakub Handrlica (Net4Gas)
- Stavební právo a právo nemovitostí – Jiřina Králová (ČEZ, a.s.)
- Podnikový právník, který se zasloužil o UPP ČR – Jaroslava Hoťová
- Perspektiva 2015 – Václav Filip (O2)

## Podnikový právník 2014
- Podniková právní kancelář – právní oddělení Škoda Auto, a.s.
- Samostatný podnikový právník – Jaroslav Strolený (Česká Rafinérská, a.s.)
- Obchodní právo – Hana Hurychová (ČEZ, a.s.)
- Pracovní právo – Hana Tepperová (Siemens, s.r.o.)
- Právo technologické, IT a komunikací – Miroslav Uřičař (T-Mobile Czech Republic, a.s.)
- Právo bankovnictví a pojišťovnictví – Lucie Jandová-Krejčí (Generali Pojišťovna, a.s.)
- Podnikový právník, který se zasloužil o UPP ČR – Alois Dvořák
- Perspektiva 2014 – Lenka Honsová (Heineken Česká republika, a.s.)

## Podnikový právník 2013
- Podniková právní kancelář – úsek právní služby České spořitelny, a.s.
- Samostatný podnikový právník – Milan Novotný (Kostelecké uzeniny, a.s.)
- Pracovní právo – Jitka Hlaváčková (Svaz průmyslu a dopravy ČR)
- Právo nemovitostí – Daniela Šustrová (Katastrální úřad pro hlavní město Prahu)
- Technologické právo – Ondřej Běhal (Pražská energetika, a.s.)
- Podnikový právník, který se zasloužil o UPP ČR – Petr Šmelhaus
- Perspektiva 2013 – David Matějka (XXXLutz)

## Podnikový právník 2012
- Podniková právní kancelář – právní sekce Pražské energetiky, a.s.

- Samostatný podnikový právník – Luboš Procházka (Mercedes-Benz Česká republika s.r.o.)
- Závazkové právo – Zora Pelikánová (Elektrizace železnic, a.s.)
- Pracovní právo – Antonín Havlík (Česká pojišťovna, a.s.)
- Procesní řešení sporů – Libor Široký (AGROFERT, a.s.)
- Právo IT – Radim Polčák (Ústav práva a technologií Právnické fakulty Masarykovy Univerzity v Brně)
- Podnikový právník, který se zasloužil o UPP ČR – Vratislav Vinš
- Perspektiva 2012 – Josef Benda